# Álvaro González Alzate
Álvaro González Alzate (Manizales, Colombia, 3 de septiembre de 1944) es un dirigente deportivo y empresario colombiano, actual presidente de la División Aficionada del Fútbol Colombiano (Difútbol) desde 1993. González Alzate lleva más de 55 años como dirigente de fútbol en Colombia, 35 como presidente de Difútbol y 27 como miembro del Comité Ejecutivo de la Federación Colombiana de Fútbol a 2021.

## Biografía
Nació en Manizales, capital del entonces Viejo Caldas, en septiembre de 1944. Tecnólogo deportivo de profesión, también estudió Derecho pero nunca se graduó. Comenzó su carrera profesional de la mano de su hermano Carlos Ernesto, Secretario del Comité de Fútbol de Manizales, a quien reemplazó cuando este se fue a trabajar a la Alcaldía de Manizales y el Comité pasó a llamarse Liga Departamental de Caldas.
Desde la dirección de la liga de Caldas, se abrió paso en el panorama nacional y llegó a trabajar como revisor fiscal de la Federación Colombiana de Fútbol y Director Ejecutivo de la División Aficionada del Fútbol Colombiano. Siendo revisor fiscal, declaró que habían irregularidades en la gestión de las cuentas del Mundial de Fútbol de 1990 realizadas por la administración del entonces presidente de la FCF, León Londoño Tamayo, lo cual precipitó la renuncia de este. En su reemplazo fue nombrado Juan José Bellini, quien, presuntamente, amenazó al entonces presidente de la Difútbol, Saúl Velásquez, provocando su renuncia. Así, González sucedió a Velásquez en el cargo a mediados de 1993.

## Controversia con el fútbol femenino
En 2019, González Alzate, miembro del Comité Ejecutivo de la Federación Colombiana de Fútbol, ordenó la cancelación de la Liga Femenina de 2019, tras el escándalo por las denuncias de acoso sexual en la Selección femenina de fútbol sub-17 de Colombia.
Sin embargo, el movimiento mediático impulsado por las jugadoras de la Selección femenina de fútbol de Colombia, apoyadas por Acolfutpro, hizo que la División Mayor del Fútbol Colombiano aprobara en su asamblea la creación de una comisión especial entre las jugadoras, encabezadas por Isabella Echeverri, y los clubes Independiente Santa Fe, Atlético Huila, Cortuluá y América de Cali para coordinar la realización de la misma.